# Pola (premetro de Buenos Aires)
Pola es una estación tranviaria del premetro que forma parte de la red de subterráneos de Buenos Aires. Pertenece al ramal que une la estación Intendente Saguier, con las estaciones Centro Cívico y General Savio. Consta de dos andenes laterales de 32 metros de largo y con una curva suave adaptándose al trayecto de las vías, diferenciándose así del resto de las paradas de la red del Premetro.Al 2 de abril de 2024, la estación está siendo remodelada, De esta estación se desprenden los ramales Hacía Centro Cívico y General Savio.

## Inauguración
Fue inaugurada por Metrovías el 7 de noviembre de 2006. La obra fue realizada en sesenta días, por Lumiz, con un costo 156.613 pesos argentinos. La estación había sido solicitada por los vecinos de la cercana Villa 20, debido a la lejanía de las estaciones Ana Díaz y Escalada, y autorizada por el gobierno de la ciudad.

## Ubicación
Se ubica en la intersección de la avenida Fernández de la Cruz y la prolongación de la calle Pola, en el barrio porteño de Villa Lugano. Se encuentra cercana al Barrio General de División Manuel Nicolás Savio y de la Plazoleta Aeronáutica Argentina. También en la zona hay un conjunto habitacional, el Parque de las Victorias y un cementerio de autos de la Policía Federal Argentina.